# بارتون سیتی (میشیگان)
بارتون سیتی (به انگلیسی: Barton City) یک منطقهٔ مسکونی در ایالات متحده آمریکا است که در شهرستان آلکونا، میشیگان واقع شده‌است. بارتون سیتی ۲۵۳ متر بالاتر از سطح دریا واقع شده‌است.